# Население Верхнебуреинского района
Численность Верхнебуреинского района на 1.01.2017 года составляет 25 082 постоянных жителя. Доля населения района в численности края составляет 1,88 %. Плотность населения (число постоянных жителей на 1 кв. км) — 0,39 человека.
Все населенные пункты района расположены, в основном, по берегам рек и линии железной дороги. 
В городских условиях живет 73,76 % жителей района: пгт Чегдомын 12 170 жителей (2017) и пгт Новый Ургал 6332 жителя (2017)
Ежегодно отмечается тенденция к снижению численности населения района. 

## Переписи населения
Население по данным переписей

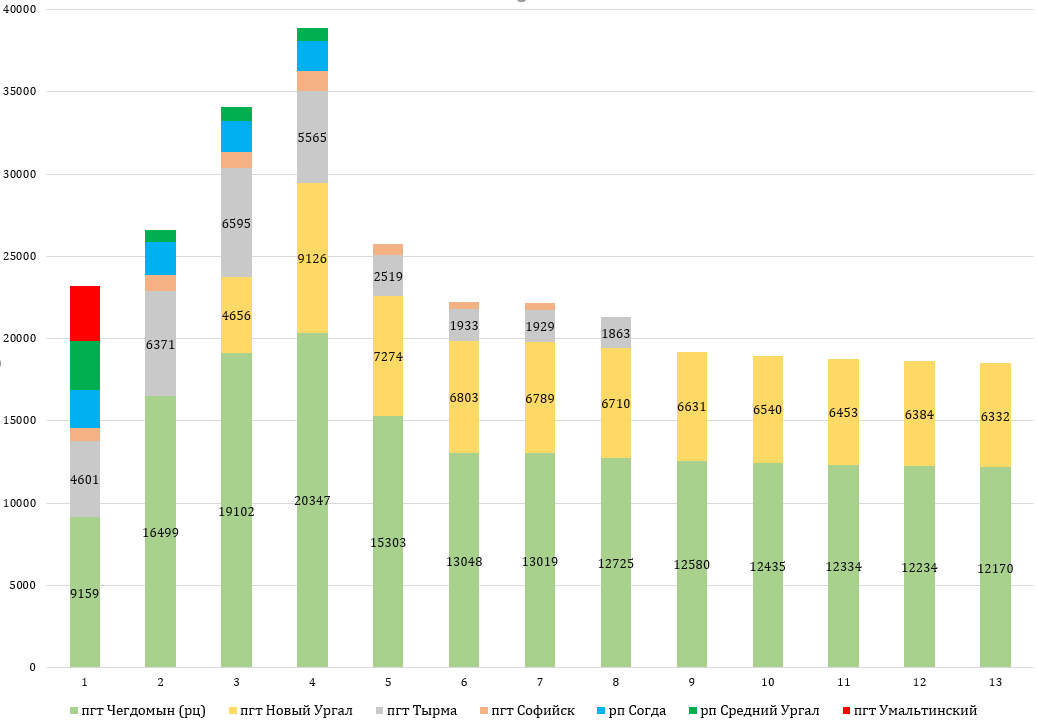
Динамика городского населения по населенным пунктам

Динамика численности городских поселений
Примечание: с.н.п. - сельский населённый пункт
пгт Тырма: 1942—2012  годах имел статус посёлка городского типа, пгт Софийск: 1942—2011 годах имел статус посёлка городского типа, пгт Согда: н/д—1996 годах имел статус посёлка городского типа, пгт Средний Ургал: 1942—1996 годах имел статус посёлка городского типа, пгт Умальтинский: 1942—1963 годах имел статус посёлка городского типа.

## Естественное движение населения

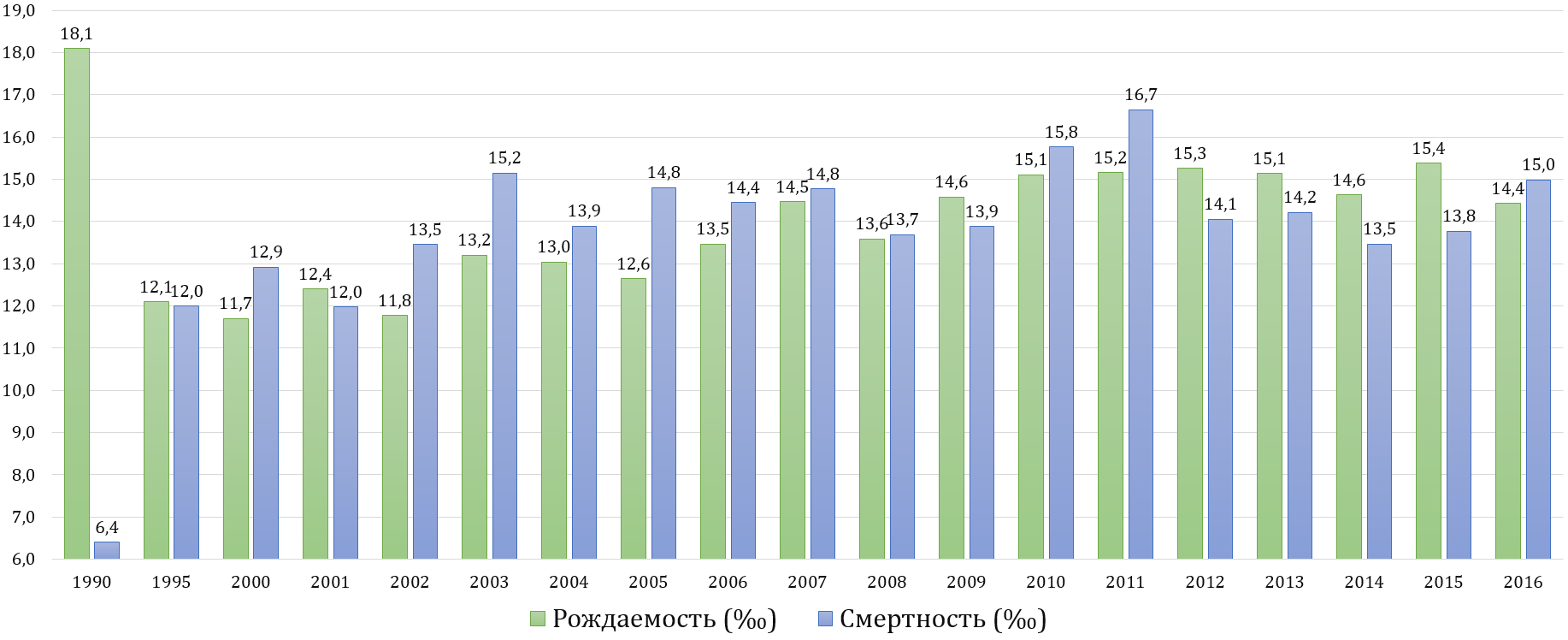
Динамика естественного движения Верхнебуреинского района 1990-2016

Динамика естественного движения населения (на 1000 человек)
Примечание: (~) приблизительная информация
Естественное движение

## Миграция населения
В связи с тем, что в межпереписной период между 2002 и 2010 были недочеты миграции, данные могут расходиться, поэтому требуется корректировка данных.
Миграционная динамика района
С 2002 по 2009 годы подкорректированы данные числа прибывших.

## Численность населения
Динамика численности населения
С 2003-2009 данные подкорректированы, был недоучет числа прибывших.

## Браки и разводы
Динамика брачности и разводимости населения

## Возрастно-половой состав

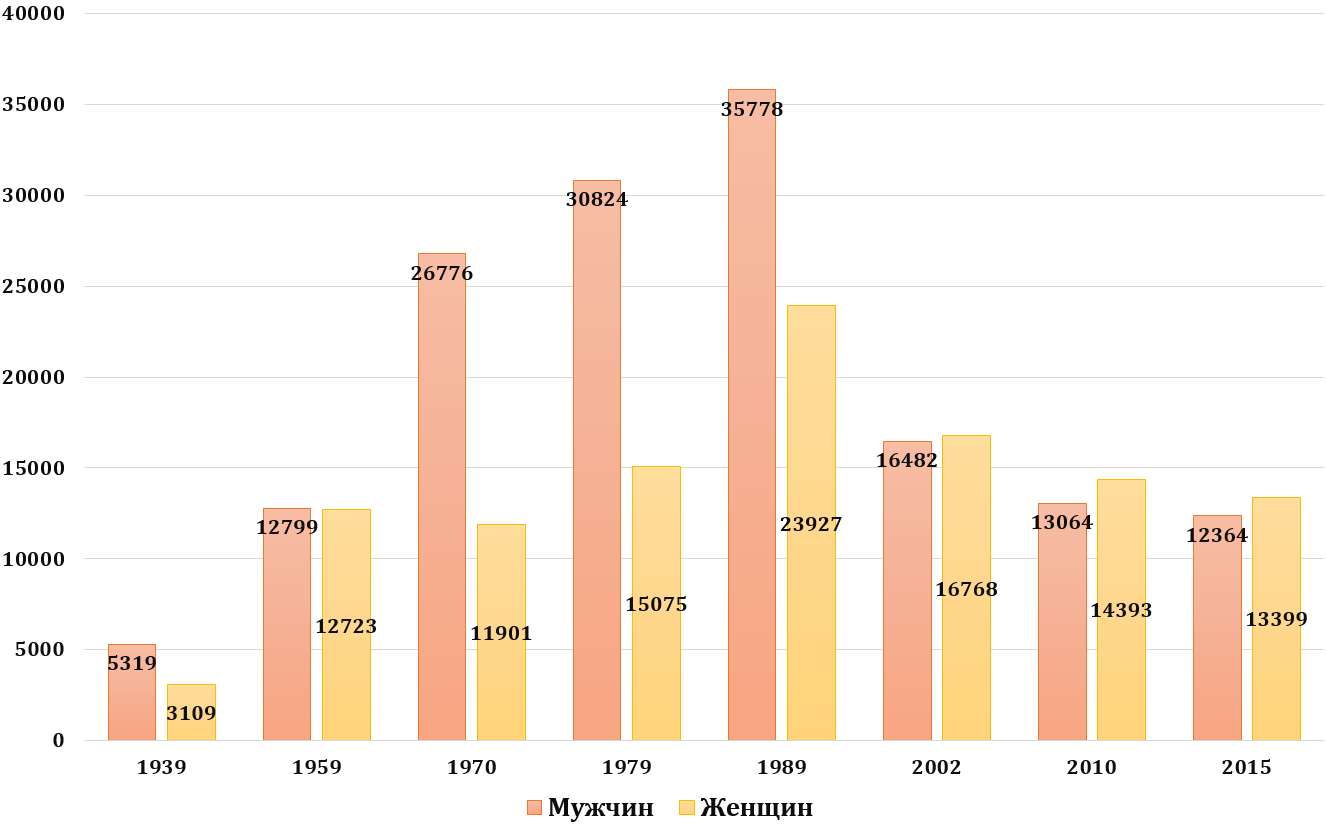
Половой состав Верхнебуреинского района 1939-2015

По итогам всероссийской переписи населения 2010 гендерный состав населения: 13 064 мужчины (47,57 %), 14 393 женщины (52,43 %). 
На 1.0.2015 года гендерный состав был таким: 12 364 мужчины (47,99 %), 13 399 женщин (52,01 %)
За 5 лет (2010—2015) увеличилась доля мужчин в численности региона

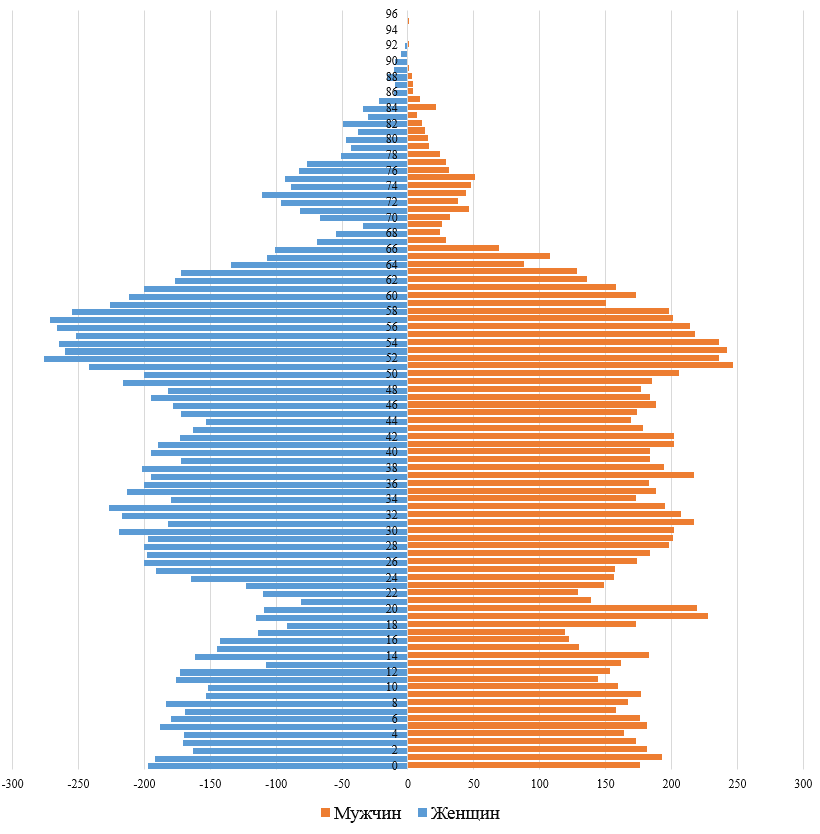
Погодовая поло-возрастная пирамида Верхнебуреинского района 1.01.2015

Динамика населения по полу

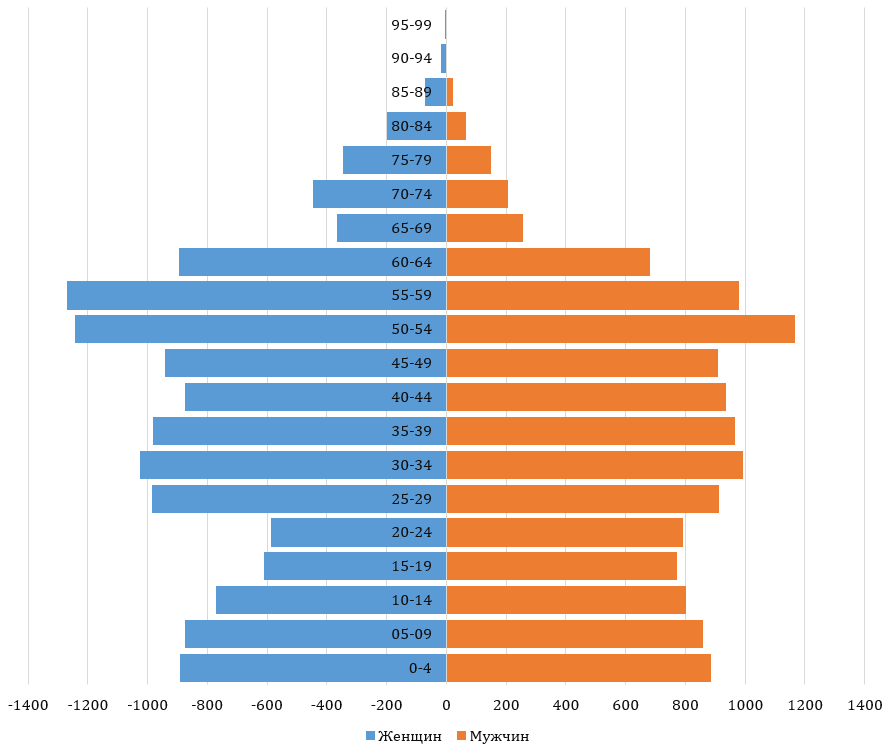
Поло-возрастная пирамида Верхнебуреинского района 1.01.2015

Численность населения Верхнебуреинского района по полу и возрасту на 1 января 2015 года
Динамика возрастных групп населения Верхнебуреинского района.
Средний возраст населения на 2010 год: 37,1 лет, мужчин: 35,3 лет, женщин: 38,7 лет.

## Национальный состав
Всесоюзная перепись населения 1939 года.
В Верхнебуреинском районе проживает 9% коренных малочисленных народов Севера. Одно поселение отнесено к территории компактного проживания коренных малочисленных народов Севера – посѐлок Шахтинск. В учреждениях образования обучается 69 детей. 
Численность коренных малочисленных народов Севера на 01.01.2011 г. по Верхнебуреинскому муниципальному району